# Mimulosia centripuncta
Mimulosia centripuncta là một loài bướm đêm thuộc phân họ Arctiinae, họ Erebidae.